# أنتي كرابيتش
أنتي كرابيتش مواليد 19 ديسمبر 1985 في زادار، هو لاعب كرة سلة كرواتي. بدأ مسيرته الاحترافية في سنة 2006. يبلغ طوله 6 قدم 9 بوصة (2.1 م).

## المسيرة الاحترافية
لعب مع سيبونا في موسم 2010–2011، ثم لعب مع زادار في موسم 2011–2012، ثم لعب مع زغرب في موسم 2012–2013، ثم لعب مع بيتيشت في موسم 2013–2014، ثم لعب مع سي إس يو بلويشت في سنة 2014، ثم لعب مع أوراديا من سنة 2014 إلى 2016، ثم لعب مع ليتكابليس في سنة 2016.

## روابط خارجية
- أنتي كرابيتش على موقع الدوري الأوروبي لكرة السلة (الإنجليزية)
- أنتي كرابيتش على موقع كرة السلة الأوروبية.كوم (الإنجليزية)
- أنتي كرابيتش على موقع ريلجم (الإنجليزية)
- أنتي كرابيتش على موقع بروبوليرز (الإنجليزية)